# Менданья де Нейра, Альваро

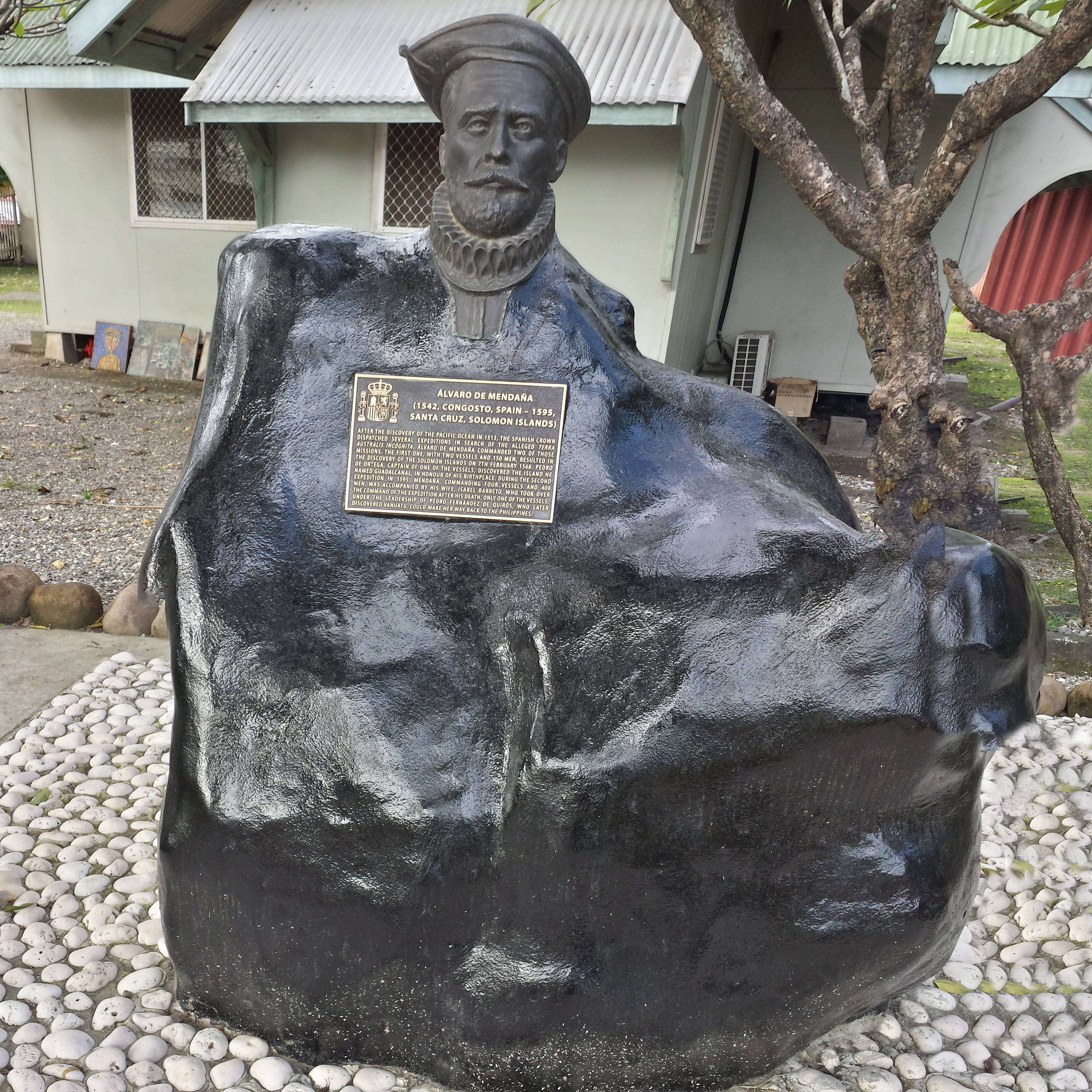
Памятный бюст Альваро Менданьи у музея в столице Соломоновых Островов Хониаре на острове Гуадалканал

А́льваро Менда́нья де Не́йра (исп. Álvaro de Mendaña de Neyra; 1 октября 1541 — 18 октября 1595) — испанский мореплаватель с титулом аделантадо.

## Биография
Родился в Сарагосе в дворянской семье. В 1558 году прибыл в Перу по приглашению своего дяди колониального чиновника Лопе Гарсия де Кастро, где занимал различные административные должности. В 1567 году поставлен был своим дядей, незадолго до этого ставшим вице-королём Перу, во главе экспедиции для исследования и покорения Неведомых Южных Земель.
Два корабля Менданьи, 250-тонный «Лос Рейес» и 110-тонный «Тодос Сантос», на которых находилось 125 солдат и матросов, отплыли из Кальяо 19 ноября 1567 года, и, после длительного путешествия, 7 февраля 1568 года открыли Соломоновы острова и исследовали основные из них. Никакого золота на архипелаге найдено не было, а подавляющее большинство местных племён встретило испанцев недружелюбно. Экспедиция также открыла архипелаг Тувалу и атолл Уэйк.
По возвращении в Перу, в 1569 году, Менданья опубликовал отчет о своих открытиях, в котором описывал Соломоновы острова как «очень богатую страну». Однако, из-за войн, которые вела в то время Испания, он не смог получить средства, необходимые для второй экспедиции. Только в 1594 году испанский король Филипп II приказал основать колонию на Соломоновых островах и назначил Менданью губернатором Сан-Кристобаля.
11 апреля 1595 года, снарядив четыре судна, «Сан-Херонимо», «Санта-Исабель», «Сан-Фелипе» и «Санта-Каталина», на которых находилось всего 378 человек, 280 из которых являлись солдатами, Менданья, получивший незадолго до этого титул аделантадо, отплыл из Кальяо. Главным навигатором экспедиции был Педро де Кирос, а самого Менданью сопровождала супруга Изабелла де Баррето. 21 июля Менданья достиг группы островов, которые он назвал островами Маркиза де Мендоса (Маркизскими), в честь супруги тогдашнего вице-короля Перу Гарсиа де Мендосы, маркиза Каньете. Продолжая плавание к Соломоновым островам, экспедиция обнаружила большой остров Санта-Крус, на котором и была основана испанская колония.
Вначале колонизаторы были хорошо приняты туземцами, но после убийства одного из туземных вождей началась кровавая война. Потом последовал мятеж солдат. Эти невзгоды подорвали здоровье Менданьи, и 18 октября 1595 года он скончался в возрасте 54 лет от тропической лихорадки, оставив управление колонией своей решительной жене, которая вместе с Киросом решила оставить её, и, после трудного плавания и потери двух судов, в феврале 1596 года вернулась с командой на Филиппины.
Только во время этого тяжелейшего перехода от голода умерло около 50 человек, из 378 членов экспедиции вернулось на родину всего 100, ещё 10 вскоре умерли там от истощения. Ни с кем не делившаяся в экспедиции своим личным запасом провизии, Изабелла де Баррето поставила себе в заслугу не только спасение выживших, но и открытие новых земель, и в некоторых трудах её называют «первой в мире женщиной-флотоводцем».
Менданья оставил записки с описанием обоих своих путешествий, которые после его смерти были изданы историком Педро Гуэрико де Виктория под заглавием «Маршрут де Менданья де Нейра». Рукопись их хранится в Национальной библиотеке Франции в Париже.